# Мишел Райън
Мишел Клеър Райън (на английски: Michelle Claire Ryan) е английска актриса.

## Биография
Родена е на 22 април 1984 г. в Енфийлд. Известна е с ролята на Зоуи Слейтър от сапунената опера на BBC EastEnders. Участва и в римейка на телевизионните серии Bionic Woman от 2007 г., а след това се превъплъщава в лукавата магьосница Нимуей в телевизионния сериал на BBC от 2008 г. Приключенията на Мерлин и в лейди Кристина де Соуза от великденския епизод на Доктор Кой.